# Библиотека „Радоје Домановић“ Топола
Библиотека Радоје Домановић основана је 1909. године у Тополи. Библиотека је подигнута залагањем учитеља Драже Ђорђевића.

## О школи
Средства за изградњу школе обезбедили су земљорадничка задруга и грађани Тополе. У току оба рата је уништавана и поново обнављана. Значајна година у њеном раду је 1966. година, када је проглашена Матичном библиотеком општине Топола и добила нови простор у реконструисаној згради Прве школе из Карађорђевог времена. Управник је био учитељ Милорад Ђорђевић.

### Фонд библиотеке
Књижни фонд Библиотеке стално се увећавао. Библиотека данас располаже фондом од око 55.000 књига. Библиотечка грађа увећава се куповином, откупом Министарства културе и поклонима појединаца, установа и издавача. У Библиотеци се налази легат Душана Баранина, Фонд учитеља Дане и Павла Ристића из Тополе као и Светлане Бајић, редитеља ТВ Београд. Библиотека поседује изузетно вредну завичајну збирку у којој се чувају књиге из богате историје овога краја, као и један број књига из личне библиотеке краља Петра I и краља Александра I. Дела завичајних писаца су такође заступљена у овом фонду. Библиотека прикупља, чува и даје на коришћење у читаоници старе и ретке књиге. Најстарија књига у овом фонду је Часлов из 1854. године.

## Нова зграда
Постојећи простор постао је недовољан за реализацију библиотечког програма. Године 2008, у октобру месецу, месецу књиге, Библиотека је добила нови простор у обновљеној згради Старе варошке школе.